# Guus van Weerdenburg
Guus van Weerdenburg (Amsterdam, 17 juli 1995) is een Nederlands voetballer, die bij voorkeur als verdediger speelt.

## Clubcarrière
Guus van Weerdenburg speelde in jeugdteams van SV Diemen en AZ. Hij kwam niet in actie bij het seniorenteam van AZ, en werd in de tweede helft van het seizoen 2015/16 aan FC Dordrecht verhuurd. Van Weerdenburg maakte zijn debuut in het betaalde voetbal op 5 februari 2016, in de met 0-2 verloren thuiswedstrijd tegen NAC Breda. Na dit seizoen vertrok hij transfervrij van AZ naar tweededivisieclub VV Katwijk. Hier speelde hij tot 2020, waarna hij naar AFC vertrok.
| Seizoen        | Club           | Land           | Competitie     | Competitie | Competitie | Beker | Beker | Totaal | Totaal |
| Seizoen        | Club           | Land           | Competitie     | Wed.       | Dlp.       | Wed.  | Dlp.  | Wed.   | Dlp.   |
| -------------- | -------------- | -------------- | -------------- | ---------- | ---------- | ----- | ----- | ------ | ------ |
| 2015/16        | → FC Dordrecht | Nederland      | Eerste divisie | 12         | 0          | 0     | 0     | 12     | 0      |
| Carrièretotaal | Carrièretotaal | Carrièretotaal | Carrièretotaal | 12         | 0          | 0     | 0     | 12     | 0      |